# Centromochlus megalops
Centromochlus megalops är en fiskart som beskrevs av Kner, 1858. Centromochlus megalops ingår i släktet Centromochlus och familjen Auchenipteridae. Inga underarter finns listade i Catalogue of Life.